# Great Cacapon
 (mars 2025).
Great Cacapon est une census-designated place située dans le comté de Morgan, dans l’État de Virginie-Occidentale, aux États-Unis. Lors du recensement de 2020, elle comptait 315 habitants.